# Josep Aubach i Gort
Josep Aubach i Gort (Montoliu de Lleida, 11 de març de 1917 - Reus, 11 de març de 2012) fou un futbolista català de la dècada de 1930.

## Trajectòria esportiva
Fou un defensa dret fort i contundent. S'inicià al FC Lleida, passant posteriorment al Núria, FC Joventut Republicana, FC Tàrrega, i en acabar la temporada 1934-35 al FC Barcelona, debutant el 26 de maig de 1935 en un partit al camp del Girona. En aquesta temporada només disputà tres partits amistosos. La següent temporada disputà dos partits de lliga, el primer el 22 de març de 1936 a Chamartín davant el Madrid, i el segon una setmana després davant Osasuna.
La temporada 1936/37 disputà quatre partits amistosos més, el darrer el 5 de desembre de 1936 a L'Hospitalet. El gener de 1937 s'enrolà a voluntari a l'exèrcit republicà en comptes de marxar a Mèxic de gira amb la resta de companys de l'equip. Acabada la guerra va defensar els colors de Reus Deportiu, UE Lleida i UE Valls. Un cop retirat s'establí a Reus on fou entrenador de l'equip reusenc.
El 8 de maig de 1999 fou objecte per part del FC Barcelona i la UE Lleida d'un homenatge conjunt a tots els jugadors de Barcelona nascuts a la Província de Lleida. Hi van assistir entre d'altres Josep Aubach, Josep Vila, Enric Gensana, Enric Ribelles, Josep Maria Fusté i Antoni Torres.
Com a anècdota comentar que va néixer i morir el mateix dia de l'any, l'11 de març.